# Colegio San José (Malang)
El Colegio San José (en indonesio: Kolese Santo Yusup) es una escuela católica y privada en Malang, Java Oriental, en el país asiático de Indonesia, provee atención educativa a los estudiantes desde el preescolar hasta el nivel más alto. El 16 de enero de 1951, el Padre Joseph Wang, bajo las órdenes del obispo de Malang comenzó a desarrollar una escuela católica para los estudiantes chinos quienes, en su momento, estuvieron aprendiendo en una escuela china. Padre Joseph Wang, o más cariñosamente llamado simplemente como Padre Wang, fue un sacerdote de la Congregación de los discípulos del Señor (latín: Congregatio Discipulorum Domini).